# Flappy Bird
Flappy Bird ist eine Mobile App des vietnamesischen Entwicklers Dong Nguyen aus dem Jahr 2013. Veröffentlicht wurde sie von .Gears Studios. Die App wurde ursprünglich im Mai 2013 für Android und für das iPhone 5, später für iOS 6 und anschließend im September 2013 für iOS 7 entwickelt.
Am 8. Februar 2014 kündigte Nguyen über Twitter an, dass er die Anwendung aus den App Stores entfernen werde. Den Grund nannte er später in einem Interview. Er gab an, das Spiel mache süchtig, was seiner eigentlichen Absicht, Flappy Bird zu einem Gelegenheitsspiel zu machen, entgegenstünde. Am 9. Februar 2014 wurde die App sowohl aus dem Google Play Store als auch aus dem Apple App Store kommentarlos entfernt.
Über den Erfolg des Spiels wurde in vielen Medien berichtet, ebenso über den Schritt des Entwicklers, es einzustellen.
Im Jahr 2025 soll es eine Neuauflage des Spiels geben.

## Spielprinzip

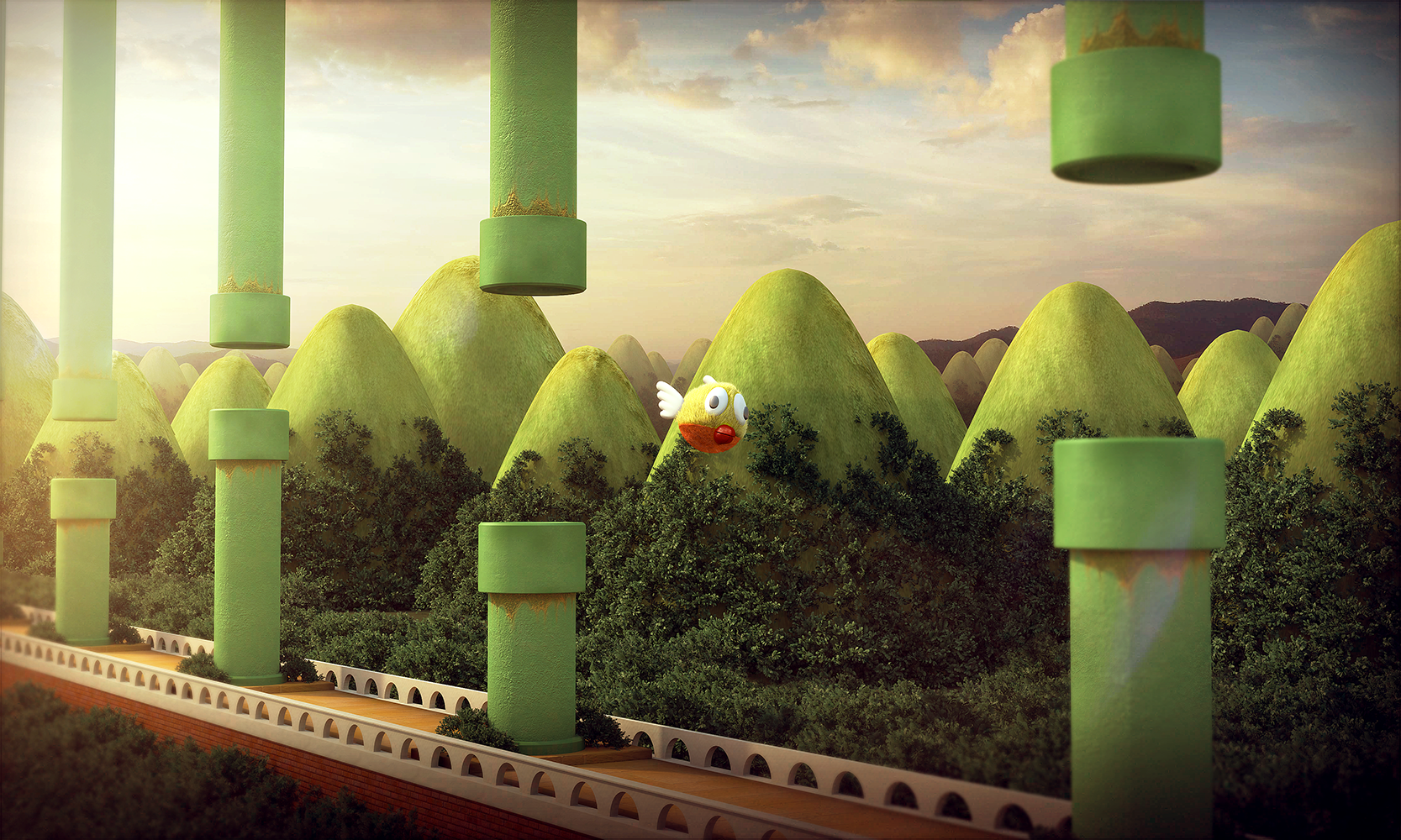
Variante Flappy 3D

Die grafische Gestaltung von Flappy Bird ähnelt der Grafik von Super Mario World und ist vergleichsweise einfach gehalten. Der Spieler führt durch das Tippen auf den Bildschirm einen Vogel durch eine von rechts nach links scrollende Spielwelt, wobei der Vogel die paarweise von oben und unten ins Bild ragenden grünen Röhren nicht berühren darf, sondern zwischen ihnen hindurchfliegen muss. Die Position der Flugschneise variiert dabei. Jedes Mal, wenn der Vogel zwischen einem Rohrpaar hindurchfliegt, sammelt er einen Punkt. Dieser Vorgang wird automatisch abgebrochen, wenn der Vogel eines der Rohre berührt. Anschließend wird er in ein Zwischenmenü geleitet, wo der Spieler wahlweise den erreichten Score über Soziale Netzwerke teilen oder wieder zum Hauptmenü zurückgeführt werden kann.

## Rezeption

### Kritiken
Die App wurde von Huffington Post als „unerträglich verwirrendes, schwieriges und frustrierendes Spiel mit langweiliger Grafik und einer schlechten Steuerung“ kritisiert.
Eine positivere Bewertung vergab Jenifer Whiteside von Amongtech.com, die der App zutraut, aufgrund des Suchtpotenzials und dem Hype um die App das Spiel Candy Crush Saga als das berühmteste Handy-Videospiel des Jahres 2014 zu überbieten.
Der Schwierigkeitsgrad des Spieles tritt bei vielen Nutzern als Kritikpunkt auf. Der Entwickler fügt hinzu, dass die App auf Android leichter zu spielen sei als die iOS-Version.

### Kommerzieller Erfolg
Im Januar 2014 führte die App die iTunes-Store-Charts der kostenlosen Apps in den USA und in China sowie später im selben Monat den britischen iTunes Store an. Ende Januar galt die App als meistheruntergeladene App.
Das Spiel brachte dem Programmierer nach eigenen Angaben durch eingeblendete Werbung, sogenannte „In-App-Werbung“, bis zu 50.000 Dollar pro Tag ein.

### Klone
Insbesondere nach der Einstellung der App am 9. Februar 2014 wurden hunderte Flappy Bird ähnelnde Apps veröffentlicht. Eine der erfolgreichsten darunter ist Splashy Fish, die sich einige Zeit auf Platz 1 der Gratis-Apps-Charts im Apple App Store befand. Auf diesem Marktplatz waren in den ersten 24 Stunden seit der Entfernung etwa ein knappes Drittel aller 300 hochgeladenen Spiele Flappy-Bird-Klone. Auch noch knapp einen Monat später, vom 28. Februar bis zum 3. März, erschienen dort 240 Plagiate – dies entsprach einer Flappy Bird ähnelnden App alle 24 Minuten. Im Google Play Store gab es ebenfalls etliche Klone, allerdings sind Suchanfragen auf 250 Treffer begrenzt, genaue Zahlen sind daher unbekannt. Aufgrund der schieren Masse an solchen Apps wurde eine schärfere Appkontrolle gefordert. Apple ging so weit, dass keine weitere App, in deren Namen Flappy vorkam, in den Store gestellt wurde.

## Einstellung und Kontroverse
Am 8. Februar 2014 verlautbarte Nguyen auf dem sozialen Netzwerk Twitter, dass er plane, die App einzustellen:

„Es tut mir leid, Flappy-Bird-Nutzer, in 22 Stunden werde ich Flappy Bird einstellen. Ich kann das alles nicht mehr ertragen.“

Er fügte hinzu, dass die Einstellung der App „nichts mit Rechtsstreitigkeiten“ zu tun hätte. Am 9. Februar 2014 wurde die Anwendung dann wie angekündigt kommentarlos aus dem Google Play Store und dem Apple App Store entfernt. Dies wirkt sich nicht auf die Nutzung bereits gekaufter Applikationen aus. Soweit die App auf dem Gerät installiert ist, kann sie weiterhin genutzt werden. Die App kann zudem als IPA-Datei (iOS) und APK-Datei (Android) aus Fremdquellen heruntergeladen werden. Auf eBay wurden Handys mit der vorinstallierten App für vierstellige Euro-Beträge angeboten; möglicherweise wurde dabei allerdings auf Verwechslungen zwischen Preisvorschlag senden und Sofortkauf spekuliert.
Nach dem Verschwinden des Spiels aus den App Stores von Google und Apple äußerte sich sein Entwickler zu den Gründen: Er habe ursprünglich ein Spiel entwickeln wollen, das für entspannten Zeitvertreib sorge, sich allerdings gezwungen gesehen, es einzustellen, da davon eine Suchtgefahr ausginge. Auch nannte Nguyen die mit dem Erfolg einhergehende Aufmerksamkeit um seine Person als Grund.
Vereinzelt hängt man dem Entwickler an, er hätte Programme oder Ähnliches genutzt, um die App Anfang 2014 derart populär zu machen. Als Daily Telegraph ebendies als Frage stellte, antwortete Nguyen:

„Ich respektiere all diese Meinungen. Ich werde mich diesbezüglich nicht weiter äußern. Ich mag es, meine Spiele in Ruhe zu machen.“

Als Newsweek das Thema ansprach, tweetete Nguyen, dass dies „keine Rolle“ spiele und fügte hinzu, dass Apple das Spiel längst aus dem Store entfernt hätte, hätte er die Nutzungsstatistiken gefälscht. Das Videospiel wurde außerdem von Kotaku aufgrund der Nutzung von „Mario-Artefakten“ als „abgeschaute Kunst“ kommentiert.
Im Mai 2014 kündigte der Entwickler in einem Interview an, dass Flappy Bird im August 2014 erneut erscheinen soll. Die neue Version der Anwendung soll einen Mehrspieler-Modus bieten und „weniger süchtig machen“. Besagte Anwendung wurde im August 2014 unter dem Namen Flappy Bird Family exklusiv für den Amazon Fire TV veröffentlicht.

## Neuauflage 2025
Im September 2024 wurde bekannt, dass im Jahr 2025 eine neue Version des Spieles für iOS- und Androidgeräte, eine neue Browserversion und im Epic Games Launcher erscheinen sollen. Diese soll ein Team mit dem Namen The Flappy Bird Foundation entwickelt haben, das sich die Namensrechte über die US-Firma Gametech Holdings sicherte.